# Ruth Leibnitz
Ruth Leibnitz (* 30. April 1928 in Chemnitz; † 6. Oktober 2011 in Bad Nauheim) war eine deutsche Bildhauerin und Grafikerin.

## Leben

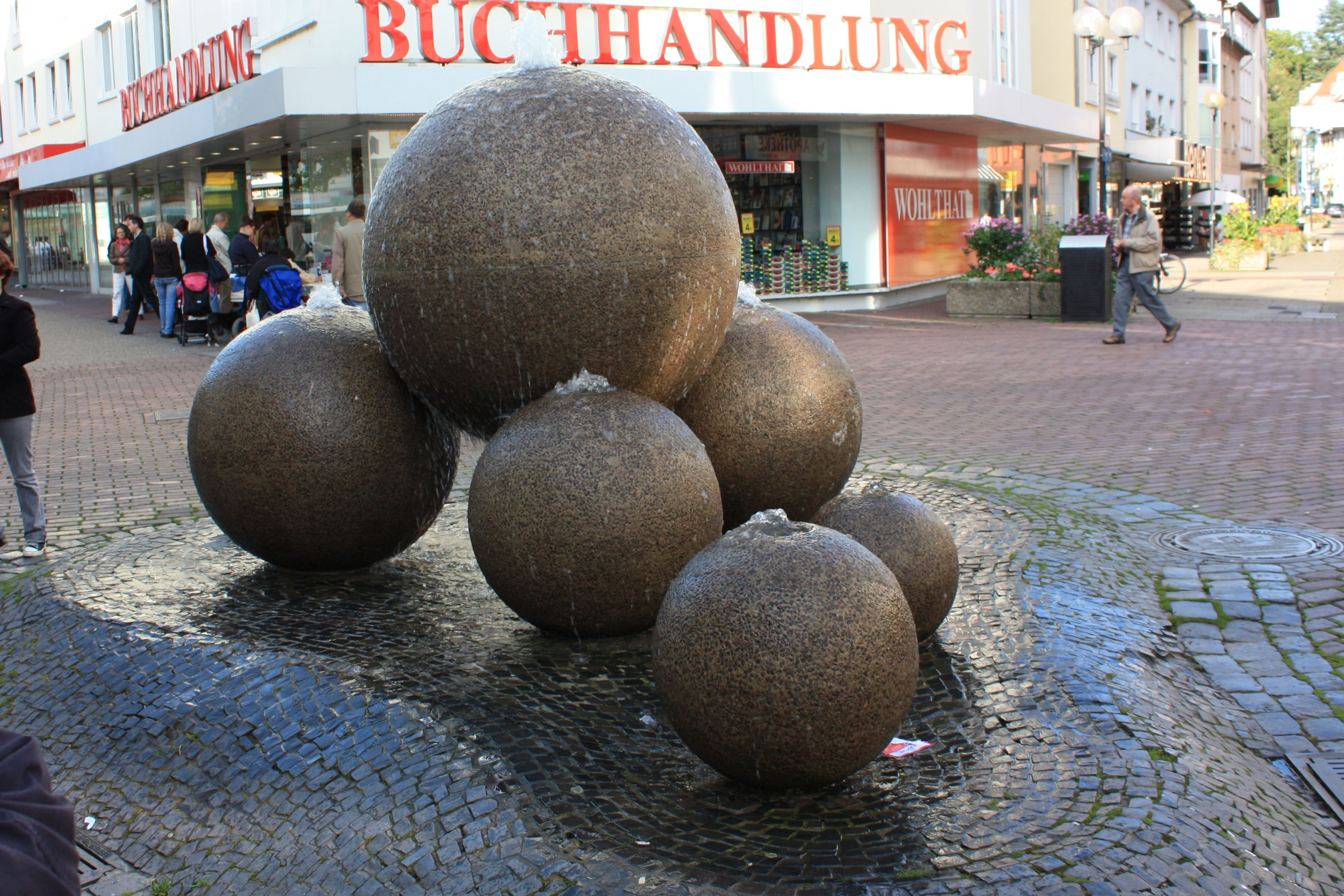
Der von Ruth Leibnitz geschaffene Kugelbrunnen in Gießen

Leibnitz studierte von 1945 bis 1950 Musik und Gesang in Dresden und Leipzig. Bis 1957 war sie anschließend als Opernsängerin (Alt) aktiv, wechselte jedoch 1960 in die Bildende Kunst, indem sie eine bildhauerische Ausbildung bei Irmgard Biernath in Mainz begann. Später studierte sie Zeichnen an einer Pariser Akademie.
Ruth Leibnitz lebte bis zu ihrem Tode in Bad Nauheim.

## Wirken
Im regelmäßigen Abstand wird der von ihr gestiftete Ruth-Leibnitz-Preis für besondere bildhauerische Arbeiten verliehen – die Arbeiten wurden bis 2000 in der öffentlichen Kunsteinrichtung Neue Sächsischen Galerie in Chemnitz präsentiert. Seit 2003 ist der Ruth-Leibnitz-Preis an die Ausschreibung zum Europäischen Gestaltungspreis der Landesinnung der Holzbildhauer Baden-Württemberg gekoppelt und wird von der Stadt Lichtenstein als Ankaufspreis für die Ausstellung des Daetz-Centrum Lichtenstein vergeben.

## Ausstellungen
- 1992: Ruth Leibnitz Retrospektive - Skulpturen, vom 13. März bis zum 5. April 1992, Kunsthalle Gießen, Berliner Platz, Kongresshalle

## Werke
- Kugelbrunnen. Kreuzplatz in Gießen[5]
- Kain und Abel 72. Bronze-Stele, Bildungshaus Salzburg St. Virgil